# Іонафан (Єлецьких)
Митрополит Іонафа́н (справжнє ім'я Анатолій Іванович Єлецьких; 30 січня 1949, село Шаталовка, Воронезька область, РРФСР) — архієрей УПЦ МП, митрополит Тульчинський і Брацлавський, проросійський колаборант, що підтримав повномасштабне вторгнення РФ до України. Громадянин Росії. У червні 2024 року обміняний Україною на кількох українських військовополонених.

## Життєпис
Народився 30 січня 1949 року в селі Шаталовка Воронезької (нині Білгородської) області РСФСР у родині ветеранів Другої світової війни. Тезоіменитство в Неділю праотців. Батько — Іван Федорович, підполковник запасу, мати — Ольга Семенівна. Дитинство провів у Сєвероморську Мурманської області. 1960 року родина переїздить до Києва. Там Анатолій таємно від батьків, уночі в приватному будинку приймає хрещення від відомого священика Олексія Глаголєва.
1966 року закінчив середню школу, 1968-го вступив на військову службу до армії.

### Початок служіння
Після проходження військової служби, в 1970 році вступив до Ленінградської духовної семінарії. Протягом 1974—1976 років навчався в Ленінградській духовній академії, яку закінчив з вченим ступенем кандидата богословських наук за наукову роботу: «Преподобний Феодор Студит і його релігійно-моральне вчення». Кілька років викладав церковний спів у ЛДС і в регентському класі, керував студентським хором ЛДАіС. Молодий семінарист багато займався співом, часто відвідував репетиційний зал Академічної Капели ім. Глінки. Зближується з неформальним гуртком художників-авангардистів (Тетяною Глібовою, Валентиною Соловйовою та ін.).
5 квітня 1977 року пострижений у чернецтво митрополитом Ленінградським і Новгородським Никодимом (Ротовим). 16 квітня того ж року висвячений у сан ієродиякона, 24 грудня 1978 року єпископом Виборзьким Кирилом (Гундяєвим), ректором Ленінградсько ї духовної академії, рукоположений у сан ієромонаха.
Після закінчення Академії і захисту дисертації був залишений професором-стипендіатом. Кілька років викладав церковний спів у семінарії та регентському відділенні, а також ніс послух регента хору ленінградських духовних шкіл. У 1986 році хор під його управлінням здійснив запис грамплатівки, де вперше були озвучені авторські твори Іонафана.
1986 року — звинувачений КДБ у поширенні серед семінаристів книги «Архіпелаг ГУЛАГ» Олександра Солженіцина. 1987 року за вказівкою КДБ уповноважений у справах релігії по Ленінграду не продовжив йому тимчасову ленінградську прописку.
З весни 1987 по червень 1988 року — клірик Володимирського собору в Києві. З червня 1988 року — насельник відродженої Києво-Печерської лаври, з 23 липня 1988 року — виконувач обов'язків намісника Києво-Печерської лаври.
11 жовтня 1988 року указом Патріарха Московського Пимена возведений у сан архімандрита. 12 жовтня за благословенням Патріарха Пимена та указом митрополита Київського і Галицького Філарета Денисенка затверджений на посаді намісника Києво-Печерської Лаври, на якій перебував до 22 серпня 1989 року.

### Архієрейське служіння
Постановою Патріарха Пимена і синоду РПЦ від 10 квітня 1989 року архімандрит Іонафан призначений єпископом Переяслав-Хмельницьким, вікарієм Київської єпархії. 23 квітня 1989 року була здійснена єпископська хіротонія. З 1989 виконував обов'язки керуючого справами Українського Екзархату. В 1990 році встав у жорстку опозицію до Філарета (Денисенка), виступаючи проти його курсу до автокефалії УПЦ МП.
У 1991 році постановою синоду УПЦ (МП) за наполяганням митрополита Філарета був позбавлений єпископського сану. Іонафана, окрім наклепів на Філарета, звинуватили у крадіжці церковного майна з Києво-Печерської лаври та в «бісовщині» — Єлецьких брав участь у конференції шарлатана Анатолія Кашпіровського.
У квітні 1992 році створив «Комітет духовенства і мирян на захист православ'я». Після обранняпредстоятелем УПЦ МП митрополита Володимира Сабодана був виправданий та відновлений у єпископському сані і призначений керівником справами УПЦ МП.
- З 1992 року — єпископ Білоцерківський, вікарій Київської єпархії.
- З 22 червня 1993 по липень 2000 року керівник справами УПЦ МП, постійний секретар синоду УПЦ МП.
- 29 грудня 1993 року був призначений керівником Конотопською єпархією РПЦвУ (Сумська область), одержав титул священноархімандрита монастиря Різдва-Богородицької Глинської пустині.
- 28 липня 1994 року отримав сан архієпископа.
- З 27 серпня 1995 — архієпископ Сумський і Охтирський.
- З 30 червня 1999 — архієпископ Херсонський і Таврійський.
- 2 листопада 2006 — рішенням синоду УПЦ МП призначений архієпископом Тульчинським і Брацлавським.
- 2014 — підвищений митрополитом Онуфрієм (Березовським) до сану митрополита.

## Розслідування
11 жовтня 2022 року СБУ провела обшуки у Анатолія, його звинуватили в розпалюванні релігійної ворожнечі та виправданні війни Росії проти України. 7 листопада СБУ повідомила йому про підозру за ч. 2 ст. 161 ККУ, Анатолій навмисно розпалював релігійну ворожнечу та намагався ображати почуття вірян через їхні релігійні переконання, а також готував пропагандистські листівки з виправданням війни. В серпні 2023 року його засудили до 5 років увʼязнення за виправдовування війни Росії проти України.
22 червня 2024 року, на прохання Росії, його звільнили від кримінальної відповідальності і обміняли, за нього російська сторона віддала кількох українських військовополонених. Анатолія звільнили від кримінальної відповідальності у звʼязку з обміном, його зустріли в РПЦ і влаштували зустріч із Кирилом Гундяєвим.

## Погляди і праці
Виступає за канонічну єдність УПЦ МП з РПЦ. Архієпископ Іонафан займається перекладами богослужбових текстів на сучасну російську та українську мову, складає церковні піснеспіви тощо. Йому належить український[джерело?] та російський переклади літургії.
За характеристикою Кирила Фролова, одного з координаторів проросійських козацьких і неонацистських організацій на території України, Іонафан Єлецьких — «послідовно проросійський Тульчинський архієпископ», який «відданий Патріарху Кирилу, Російській Церкві, Росії, ненавидить українізацію».
В січні 2023 року позбавлений громадянства України указом президентом України за підтримку агресії проти України.

### Богословські роботи
Наукова богословська та літературна діяльність представлена кандидатською дисертацією, у якій простежені життя і діяльність візантійського поборника православного іконошанування 9 століття преподобного Теодора Студита: «Преподобний Феодор Студит і його релігійно-моральне вчення» (1976).

### Музична творчість
Автор церковних творів та переспівів духовних піснеспівів, що увійшли у збірки «Христос рождається» (1993), «Степенні антифони утрені» (1994) и «Православні церковні хори» (1995). Часть творів записана на компакт-диск «Традиційні та нові піснеспіви Православної Церкви». Деякі інші духовно-музичні твори архієпископа Іонафана також були опубліковані і записані на компакт-диски: «Степенні антифони древніх наспівів», «Чертог Твій (до мінор)», "Плотію уснув (ля мінор), «Нині сили небесні (валаамський наспів)», «З нами Бог (соловецький наспів, соль мінор)», «Покаянія отверзи мі двері (знаменний розспів, сі-бемоль мажор)», «Величить душа моя Господа (ре мінор)» та інші. Іонафан випустив компакт-диск зі звукозаписом його «Літургії Миру», де гімни православної Літургії св. Йоана Златоуста переважно співались на мелодії традиційних латинських мелодій. Написав та записав на компакт-диск «Чорнобильську Літургію» для мішаного хору (церковнослов'янською мовою). У співтоваристві з київським композитором Валерієм Рубаном написав її симфонічно-хорову версію («Чорнобильська поема») у виконанні київського хору «Кредо» під керівництвом диригента Богдана Плиша. У 2016 році співавтори переклали її літургічною українською мовою.
Музично-дослідницьку діяльність Іонафана доповнює пошук маловідомих духовних творів післяреволюційного періоду та українських монодій 14—16 століть, метою якого є збереження духовної спадщини православної культури.

### Літературна творчість
Літературна творчість архієпископа Іонафана представлена віршами на релігійну тематику, публіцистичними статтями та перекладами.
У 2003 році завершив п'ятирічну працю з перекладу на російську мову обширної духовної поеми 7 століття — Великого покаянного канону св. Андрія Критського. Канон був опублікований видавництвом Херсонського державного університету за підтримки ректора, професора Ю. І. Бєляєва.
У 2004 році у тому ж університетському видавництві вийшла об'ємна нотна збірка «Осанна», у яку увійшли духовно-музичні переспіви архієпископа Іонафана, оригінальні твори, патристичні гімни та вірші, а в 2005 році — розширене і виправлене автором видання цього ж збірника під назвою «Тобі співаєм» у двох томах, з включенням у них маловідомих хорових концертів В.Фатеєва, учня Римського-Корсакова.
Іонафаном було також видано «Тлумачний путівник по молитвослів'ям Божественної Літургії святителей Іоанна Златоуста і Василія Великого» двома мовами, що містив, відповідно, переклад на українську та російську мову літургій, великий історико-богословський коментар та ряд євхаристологічних статей відомих богословів.
Єлецьких брав участь у відкритті в інтернеті першого офіційного сайту УПЦ МП.

## Кримінальна відповідальність
За даними СБУ, митрополит Іонафан «виправдовував агресію РФ і працював в її інтересах, а також розпалював міжконфесійну ворожнечу». Його звинувачують за 4-ма статтями: ст.436-2, ст.109, ст110, ст.161.

## Нагороди
Нагороджений церковними орденами:
- Орден святого апостола і євангеліста Марка (від Єрусалимської православної церкви);
- Орден святого благовірного князя Даниїла Московського ІІ ступеня (від РПЦ)
- Орден преподобних Антонія і Феодосія Печерських І ступеня (від УПЦ МП).

### Державні нагороди
- орден Дружби Народів (Росія, 07.2009)
- орден України «За заслуги» III ступеня (27 лютого 2012)[16].